# Von Leuchtenberg (1890)

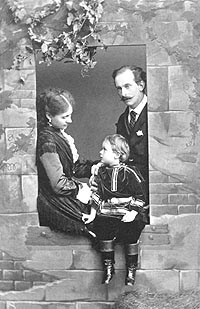
Nikolai von Leuchtenberg (1843-1891) met zijn echtgenote en hun oudste zoon (ca.. 1872).

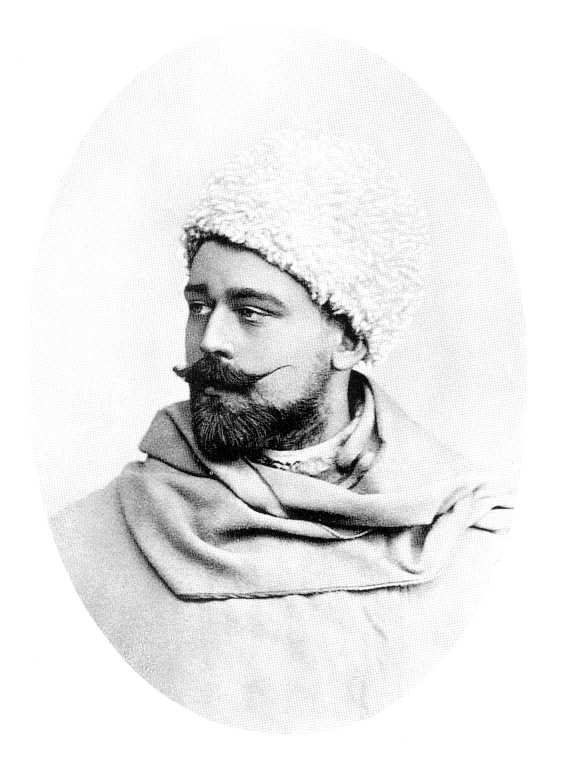
Nikolai von Leuchtenberg (1868-1928).

Von Leuchtenburg is een sinds 1890 Russisch hertogelijk geslacht waarvan het hoofd sinds 1891 tevens hoofd is van het huis Beauharnais.

## Geschiedenis
In 1817 vond de verheffing plaats van Eugène burggraaf de Beauharnais (1781-1824) tot eerste hertog van Leuchtenberg en vorst van Eichstatt. Deze laatste Beierse titels gingen over bij recht van eerstgeboorte.
Zijn kleinzoon Nikolai vorst Romanowsky (1843-1891), was de 4e Beierse hertog van Leuchtenberg; hij kreeg bij Nadeshda Sergejewna Annenkow (die in 1879 tot Russisch gravin Beauharnais werd verheven) twee natuurlijke kinderen: Nikolai (1868-1928) en Georg (1872-1929). Deze twee broers werden in Rusland op 11 november 1890 gelegitimeerd als hertog van Leuchtenberg en in 1897 ingeschreven in het Russische adelsregister met de titel hertog(in) die overgaat op alle afstammelingen in mannelijke lijn; hiermee werd een nieuw, hertogelijk geslacht gecreëerd. Klein- en achterkleinkinderen van Nikolai leven in Duitsland en in de Verenigde Staten; twee kleindochters, tevens laatste afstammelingen van Georg wonen ook in de VSA.
De hoofden van het Russische geslacht Leuchtenberg gelden sinds 1891 in Frankrijk tevens als hoofden van het huis Beauharnais.

## Enkele telgen
Eugène burggraaf de Beauharnais, 1e hertog van Leuchtenberg (1781-1824), vicekoning van Italië
- Auguste 2e hertog van Leuchtenberg (1810-1835), prins van Portugal; trouwde in 1835 met Maria II koningin van Portugal (1819-1853)
- Maximilian 3e hertog van Leuchtenberg (1817-1852); trouwde in 1839 met Maria grootvorstin van Rusland (1819-1876)
  - Nikolai 4e hertog van Leuchtenberg, vorst Romanowsky (1843-1891); trouwde morganatisch in 1879 met Nadeshda Sergejewna Annenkow (1839-1891), verheven in 1879 bij oekaze tot gravin de Beauharnais
    - Nikolai hertog van Leuchtenberg, heer van Ruth (Vaucluse) (1868-1928), kapitein van de keizerlijke Russische garde; verkreeg in 1890 de titel van hertog(in) van Leuchtenberg voor hem en al zijn afstammelingen
      - Nikolai hertog van Leuchtenberg (1896-1937), keizerlijk Russisch ritmeester, dirigent van het Don-Kozakkenkoor Serge Jaroff
        - Nicolaus hertog van Leuchtenberg (1933), geluidsingenieur, huidig hoofd van het Huis Beauharnais